# Fresnellinse
Fresnellinse er en optisk linse, der er opkaldt efter Augustin-Jean Fresnel.
Gennem sin udformning muliggør det en stor åbning og en kort brændvidde. Fresnellinser anvendes blandt andet i fyrtårne, projektører og overheadprojektorer, hvor normale optiske linser er uanvendelige.
|  |  |

| Fysik | Spire Denne artikel om fysik er en spire som bør udbygges. Du er velkommen til at hjælpe Wikipedia ved at udvide den. |